# Racovița (Vâlcea)
Racoviţa è un comune della Romania di 1 878 abitanti, ubicato nel distretto di Vâlcea, nella regione storica della Muntenia. 
Il comune è formato dall'unione di 5 villaggi: Balota, Brad-Clocotici, Copăceni, Racovița, Tutulești.